# Davide Santon
Davide Santon, född 2 januari 1991 i Portomaggiore, är en italiensk före detta fotbollsspelare (försvarare).

## Klubblagskarriär
Santon vann italienska ligan för 17-åringar med Inters U-lag säsongen 2007/2008. Detta ledde till att han blev kallad till sommarträning med A-laget sommaren 2008.
Santon gjorde debut i A-laget den 21 januari 2009 då han startade mot Roma i Coppa Italia. Under våren 2009 startade Santon bland annat derbyt mot AC Milan och de två mötena mot Manchester United i Champions League.
I januari 2011 lånades Santon ut till AC Cesena för resten av säsongen.
Den 30 augusti 2011 blev Santon klar för Newcastle United.
Den 26 juni 2018 värvades Santon av Roma, där han skrev på ett fyraårskontrakt. Den 9 september 2022 meddelade Santon att han avslutade sin fotbollskarriär.

## Landslagskarriär
Den 31 mars 2009 gjorde Santon debut i det italienska U21-landslaget. De ställdes mot Holland och Santon spelade som vänsterback från start.
Den 6 juni 2009 gjorde Santon debut i A-landslaget. Italien ställdes mot Nordirland och Santon fick starta som högerback.

## Meriter
Inter
- Serie A: 2008/2009, 2009/2010
- Coppa Italia: 2009/2010
- Uefa Champions League: 2009/2010
- Italienska supercupen: 2010
- VM för klubblag: 2010